# ClickandBuy

Anfang 2010 abgelöstes Logo

Die ClickandBuy International Limited [ˈklɪkˌəndˈbaɪ] (engl. wörtlich „Klick’ und kauf’“) war ein E-Geld-Anbieter und eine Tochtergesellschaft der Deutschen Telekom. Am 30. April 2016 hat das Unternehmen den Betrieb eingestellt.

## Funktionsweise
Vor der Erstnutzung registrierten sich Internetkäufer und hinterlegten ihre Bankverbindung oder Kreditkartendaten bei ClickandBuy. Die Registrierung erfolgte einmalig und war kostenlos. Bei anschließenden Online-Käufen wurden zur Übertragung von E-Geldguthaben vom Käufer an den Verkäufer nur noch ClickandBuy-Benutzername und Passwort angegeben, die Zahlungsmittelinformationen lagen bei ClickandBuy. Die Bezahlabwicklung über ClickandBuy erfolgte per Lastschrift, Kreditkarte oder mit  Prepaid-Guthaben. 
Über ein Ausgabelimit konnten Nutzer monatliche Maximalbeträge für Zahlungen per ClickandBuy festlegen. Die Verwaltung persönlicher Daten erfolgte über ein Online-Kundenkonto, über das die Nutzer auch ihren ClickandBuy-Kontostand und ihre getätigten Zahlungen einsehen konnten. 
Eröffnung und Führung eines ClickandBuy-Kontos sowie Zahlungen waren für Kunden grundsätzlich kostenlos. Ein Konto mit Guthaben wurde jedoch mit Bereitstellungsgebühren belastet, wenn ein Jahr lang keine Transaktion erfolgte. Für das Aufladen von Guthaben konnten Gebühren anfallen. 
Seit Mitte 2012 konnten ClickandBuy-Nutzer über die ClickandBuy-App Online-Käufe über ihr Smartphone tätigen. Die App war kostenfrei für iOS- und Android-Geräte erhältlich.

## Geschichte
Die Gründung erfolgte 1999 in Köln, das Geschäftsmodell hatte die Firstgate Internet AG entwickelt.
2006 wurde das operative Geschäft auf ein in Großbritannien neu gegründetes Unternehmen übertragen (ClickandBuy International Limited) und von diesem auf der Grundlage einer britischen Lizenz zur Ausgabe und Verwaltung von E-Geld fortgeführt.
2010 wurde ClickandBuy eine hundertprozentige Tochtergesellschaft der Deutschen Telekom. 
Am 3. Dezember 2015 meldete das Unternehmen, dass es zum 30. April 2016 den Betrieb einstellt.

## Datensicherheit und Käuferschutz
ClickandBuy war als geprüftes Zahlungssystem TÜV-zertifiziert sowie als E-Geldinstitut gemäß der Electronic Money Regulations 2011 autorisiert. Mehrmals waren Sicherheitslücken entdeckt worden, die allerdings nach Bekanntwerden umgehend geschlossen wurden.
Traf ein per ClickandBuy bezahlter Versandartikel nicht auf dem Postweg beim Käufer ein, vermittelte ClickandBuy zwischen Anbieter und Käufer und erstattete nach Prüfung des Käuferschutzantrags eventuell den Kaufpreis inklusive der Lieferkosten.

## Kritik
Im Dezember 2000 enthüllten die Journalisten Tom Brankamp und Michael Tobias im Handelsblatt, dass das Bezahlsystem ClickandBuy Sicherheitslücken hatte. Die Autoren wiesen nach, dass sie die Sicherheitssysteme ganz leicht umgehen konnten und unbehelligt zu Lasten Dritter über ClickandBuy hätten einkaufen können. Die Sicherheitsarchitektur von ClickandBuy wurde nach Erscheinen des Artikels umgehend nachgebessert.